# Txetxu Rojo
José Francisco "Txetxu" Rojo Arroitia (født 28. januar 1947 i Bilbao, Spanien, død 23. december 2022) var en spansk fodboldspiller (angriber) og -træner. 
Rojo tilbragte hele sin 17 år lange karriere hos Athletic Bilbao i sin fødeby. Han spillede mere end 400 La Liga-kampe med klubben og var med til at vinde pokalturneringen Copa del Rey med klubben to gange. Han spillede desuden 18 kampe for Spaniens landshold, og scorede tre mål.
Rojo havde desuden en lang karriere som træner, hvor han blandt andet af to omgange stod i spidsen for sin gamle klub som aktiv, Athletic, Celta Vigo, Osasuna og Real Zaragoza.

## Titler
Copa del Generalísimo
- 1969 og 1973 med Athletic Bilbao